# Monument în memoria consătenilor căzuți în 1941-1945 (Slobozia-Dușca)
Monumentul în memoria consătenilor căzuți în 1941-1945 este un monument amplasat în Slobozia-Dușca, raionul Criuleni, Republica Moldova. Este un monument istoric de importanță națională inclus în Registrul monumentelor Republicii Moldova ocrotite de stat cu nr. 359 (raionul Criuleni).